# Vleugelvormen (Gerard Bruning)
Vleugelvormen is een kunstwerk in Amsterdam Nieuw-West.
Het is een creatie van kunstenaar Gerard Bruning. Hij zou hier volgens Kunstwacht Amsterdam (beheerder van kunst in de openbare ruimten) wieken van molens of staartstukken van vliegtuigen willen weergeven. De vleugels staan opgesteld in richtingen van X, Y en Z-as (opzij, omhoog, vooruit). Het bronzen gevaarte staat opgesteld voor Meer en Vaart 284, al langere tijd een politiebureau. Anderen zien er een neergestort vliegtuig in, waarvan alleen de staart nog boven de grond uitsteekt.